# Vernissage (Havel)
Pour l’article homonyme, voir Vernissage.
Vernissage est une pièce de théâtre en un acte de Václav Havel, de 1975.

## Synopsis
Ferdinand, un intellectuel forcé de travailler dans une brasserie, est invité chez des amis, Vera et Michael. 
Ceux-ci lui montrent leur bel appartement, se vantent de leur réussite et veulent lui donner des conseils pour réussir lui aussi. 
Mais Ferdinand refuse de les écouter.

## Commentaires
Dans cette pièce comme dans celle qui la précède, Audience, Václav Havel montre un reflet de la société répressive qu'était alors la Tchécoslovaquie et le quotidien des intellectuels dissidents.
Vernissage est vue comme la « satire d'une certaine petite bourgeoisie ». La pièce montre aussi l'évolution de personnages tchécoslovaques après le Printemps de Prague, entre le couple qui a renoncé à ses idéaux et l'intellectuel qui refuse de se résigner.